# 沈阳路 (元朝)
沈阳路，元朝时设置的路。
元成宗元贞二年（1296年）改沈州为沈阳路，由瀋王治理。属辽阳等处行中书省，治所在乐郊城（位于今辽宁省沈阳市）。辖境相当今辽宁省沈阳市及其西至新民县、南至辽阳市，北至开原市。明朝洪武二十年（1387年）改为沈阳中卫。天启元年（1621年），后金占领沈阳，废除沈阳中卫。